# Guarani FC
A Guarani Futebol Clube, egy brazil labdarúgócsapat Campinasból, melyet 1911-ben hoztak létre. Részt vesz a Paulista bajnokság, és a Série C küzdelmeiben.

## Története
A csapatot 1911. április 1-én alapította 12 gimnazista, köztük Pompeo de Vito, Hernani Felippo és Vicente Matallo. Az ellenfelek szurkolóinak csúfolodása végett (április 1-én Bolondok napja van világszerte) megváltoztatták a hivatalos dátumot április 2-ra. Nevük, Antônio Carlos Gomes XIX. századi híres zeneszerző Il Guarany operájából ered.

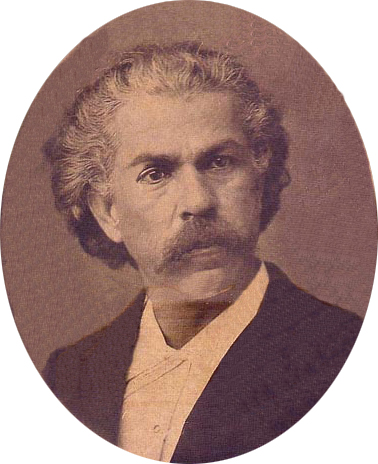
Carlos Gomes

## Sikerlista

### Hazai
- 1-szeres bajnok: 1978

### Állami
- 3-szoros Paulista bajnok: 1935, 1936, 1973

### Série Arészvételek
| Év   | Helyezés | Év   | Helyezés | Év   | Helyezés | Év   | Helyezés | Év   | Helyezés |
| 1971 | -        | 1981 | -        | 1991 | -        | 2001 | 19       | 2011 | -        |
| 1972 | -        | 1982 | 3        | 1992 | 9        | 2002 | 16       | 2012 | -        |
| 1973 | 15       | 1983 | 16       | 1993 | 6        | 2003 | 13       | 2013 | -        |
| 1974 | 12       | 1984 | -        | 1994 | 3        | 2004 | 22       | 2014 | -        |
| 1975 | 12       | 1985 | 15       | 1995 | 19       | 2005 | -        | 2015 | -        |
| 1976 | 10       | 1986 | 2        | 1996 | 6        | 2006 | -        |      |          |
| 1977 | 28       | 1987 | 2        | 1997 | 21       | 2007 | -        |      |          |
| 1978 | 1        | 1988 | 14       | 1998 | 19       | 2008 | -        |      |          |
| 1979 | 16       | 1989 | 20       | 1999 | 8        | 2009 | -        |      |          |
| 1980 | 16       | 1990 | -        | 2000 | 17       | 2010 | 18       |      |          |

## A klub híres játékosai

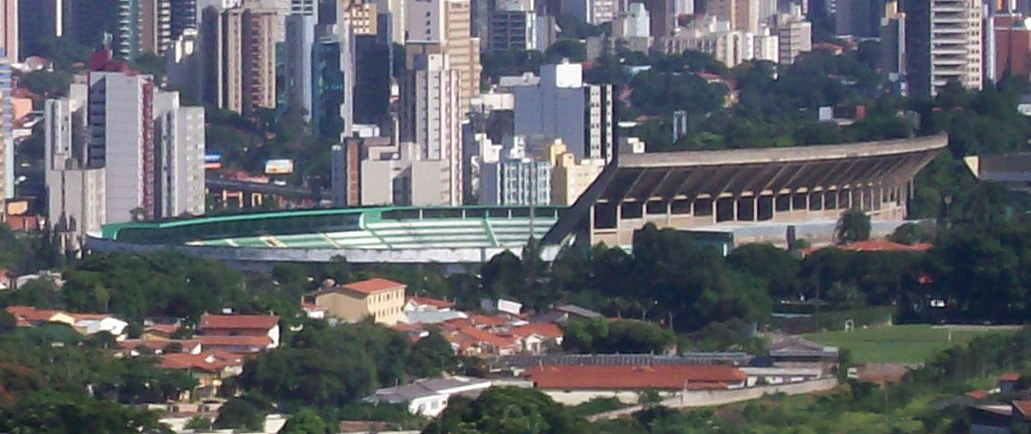
Brinco de Ouro sradion

- Aílton
- Amoroso
- Caio
- Careca
- Mineiro
- Carlos
- Deco
- Djalminha
- Edílson
- Edmar Araújo
- Edson
- Elano
- Evair
- Gustavo Nery
- Amaral
- João Paulo
- Jonas
- Jorge Mendonça
- Júlio César
- Luizão
- Luizão
- Márcio Amoroso
- Mauro Silva
- Paulo Isidoro
- Viola
- Renato
- Ricardo Rocha
- Robson Ponte
- Waldir Peres
- Zenon
- Zetti